# Christopher Dunn
Christopher Dunn (ur. w 1946 w Manchesterze, w Anglii) – brytyjski pisarz, autor książki The Giza Power Plant: Technologies of Ancient Egypt, w której twierdzi, że istnieją ślady precyzyjnej obróbki maszynowej w starożytnych egipskich budowlach i strukturach, szczególnie w kompleksie piramid w Gizie. Wysunął tezę, iż cywilizacja egipska była zaawansowana technologicznie, zaś piramidy w rzeczywistości nie były grobowcami, lecz elektrowniami.

## Życiorys
Dunn urodził się w 1946 w Manchesterze, w Anglii. Pracował w Mather & Platt w warsztatach Newton Health, gdzie świadczył usługi nauki rzemiosła, a następnie został czeladnikiem. W 1969 został zrekrutowany przez Altamil Corporation i wyemigrował do Stanów Zjednoczonych, aby pracować w firmie aeronautycznej Twigg Industries w Martinsville (Indiana), w stanie Indiana. Będąc zatrudnionym jako wyrobnik narzędzi w Retting Engineering w Indianapolis, Dunn zaangażował się w rozwój laserów wysokiej mocy do obróbki turbiny gazowej oraz części i podzespołów lotniczych. Został menedżerem Laser Roboting Machining. W 1986 został zatrudniony przez firmę produkującą części lotnicze i turbiny gazowe, Danville Metal Stamping, gdzie pracował na stanowisku inżyniera projektu, zarządcy pracy lasera oraz zarządcy zasobów ludzkich.
Jest mistrzem rzemiosła i starszym mechanikiem. Obecnie żyje ze swoją żoną Jeanne oraz dziećmi w Danville, Illinois.

## Kompleks energetyczny Giza
Pierwsza książka Dunna, The Giza Power Plant, została opublikowana w 1998 przez Inner Tradition - Bear & Company. Dunn twierdzi w niej, bazując na pomiarach egipskich monumentów, że starożytni cechowali się wysoką precyzją, przekraczającą współczesne standardy budownictwa.
Dunn opublikował w gazetach wiele artykułów na temat swojej hipotezy dotyczącej starożytnej technologii, włączając w to artykuł „Advanced Machining in Ancient Egypt” w magazynie Analog Science Fiction and Fact.
Dunn napisał przedmowę do publikacji Edwarda F. Falkowskiego z 2007 roku, The Spiritual Technology of Ancient Egypt: Sacred Science and the Mystery of Consciousness.
Sporządził również materiały dokumentalne na płytach DVD: The Giza Power Plant oraz Ancient Wisdom: Christopher Dunn: Ancient Power Plants And Advanced Technology: Egypt In The New Millennium.
W 2010 Bear & Company opublikowało drugą książkę Dunna, Lost Technologies of Ancient Egypt: Advanced Engineering in the Temples of the Pharaohs. Dunn dokumentuje w niej powtarzające się precyzyjne obrabianie w trzech wymiarach, czasami wysoce symetryczne, na ogromnych statuach w egipskich świątyniach, które mogłoby zostać wykonane współcześnie przy użyciu kontrolowanych komputerowo zespołów maszyn. Dunn nie kontynuuje tematu, jak osiągnięto taką precyzję, twierdząc tylko, że tego dokonano.